# Metalowi herosi
Seria Metalowi herosi (jap. メタルヒーローシリーズ Metaru Hīrō Shirīzu; Metal Hero Series) – gatunek seriali tokusatsu produkcji japońskiej firmy Toei Company, opowiadający o przygodach superbohaterów walczących ze złem. Głównymi bohaterami serii Metal Hero są androidy, cyborgi, czy też ludzie. Ich przeciwnikami są najczęściej kosmici, lecz w niektórych seriach herosi walczą z ziemskimi przestępcami. Charakterystyczną cechą gatunku, jak sama nazwa wskazuje, jest noszony przez bohatera metalowy kombinezon bojowy. Zazwyczaj gatunek obraca się wokół technologicznego tematu, w którym technologia w prawych rękach może być wykorzystana do czynienia większego dobra.
Seriale te powstawały w latach 1982–1999 i emitowane wraz z innymi tokusatsu o superbohaterach serialami produkowanymi przez tę samą firmę, takimi jak Kamen Rider, czy Super Sentai. Nie tylko niektóre z nich są popularne w Japonii, ale także w kilku innych krajach takich jak Francja, Brazylia, Filipiny, Malezja i Indonezja. Dodatkowo, w latach 1990, firma Saban Entertainment wykorzystała niektóre z seriali do produkcji amerykańskich serii (Beetleborgi oraz VR-Troopers).

## Lista serii
- Kosmiczny szeryf Gavan – "ojciec" wszystkich seriali z tego gatunku, pierwsza część sagi "Kosmiczni szeryfowie". Serial emitowano w latach 1982–1983, liczył 44 odcinki. Popularny zarówno w Japonii jak i w innych krajach, takich jak Francja, gdzie nazwa została zmieniona na X-Or. Serial przedstawia walkę tytułowego Gavana, policjanta kosmicznego, który walczył z organizacją terrorystyczną Makū.
- Kosmiczny szeryf Sharivan – emitowany w latach 1983–1984, liczył 51 odcinków. Kontynuacja Gavana, druga część Kosmicznych Szeryfów. Sharivan był popularny, ale nie aż tak jak poprzednik. Serial opowiadał o przygodach następcy Gavana – Sharivana, który walczył z kosmitami Madou. W serialu pojawiają się również postacie z poprzedniej serii.
- Kosmiczny szeryf Shaider – emitowany w latach 1984–1985, liczył 49 odcinków. Ostatnia część Kosmicznych Szeryfów, kontynuacja Sharivana. Serial był hitem na Filipinach, gdzie około 20 lat później nakręcono pseudokontynuację zwaną Zaido. Tytułowy Shaider walczył z kosmitami Fūma. W serialu również występują bohaterowie z poprzednich serii. Fragmenty serialu zostały użyte w amerykańskiej adaptacji – VR Troopers.
- Kyojū Tokusō Juspion – emitowany w latach 1985–1986, liczył 46 odcinków. Serial opowiadał historię młodzieńca Juspiona, który używał metalowej zbroi oraz robota Daileona do walki z Megabestiami. Serial nie był popularny w Japonii, ale po emisji w Brazylii został tam najpopularniejszym serialem tokusatsu.
- Jikū Senshi Spielban – emitowany w latach 1986–1987, liczył 44 odcinki. Opowiadał historię Spielbana i jego partnerki Diany, którzy walczyli przeciwko kosmitom Waller. W Brazylii został uznany za w pewnym sensie kontynuację Juspiona, jednak w rzeczywistości nią nie jest.
- Chōjinki Metalder – emitowany w latach 1987–1988, liczył 39 odcinków i jest najkrótszym serialem z gatunku. Przedwczesne zakończenie serii spowodował brak popularności, głównie ze względu na nieco poważniejszą wymowę serialu. Tytułowy Metalder jest robotem stworzonym przez japońskiego naukowca jako tajna broń Japonii podczas II wojny światowej. Po około 40 latach został uruchomiony przez twórcę aby pokonał złą organizację Neros dowodzoną przez dawnego japońskiego oficera skazanego na śmierć, który dokonał na sobie eksperymentów i stworzył 4 frakcje zbrojne.
- Sekai Ninja Sen Jiraiya – emitowany w latach 1988–1989, liczył 50 odcinków. Jest to nietypowa seria, ponieważ główny bohater nie nosi zbroi całkowicie zrobionej z metalu. Młody adept sztuk walki otrzymuje od ojca zbroję zwaną Jiraiya. Z jej pomocą musi pokonać złych ninja, którzy chcą ukraść najbardziej wartościowy kamień świata, który skrywa ogromną moc.
- Kidō Keiji Jiban – emitowany w latach 1989–1990, liczył 52 odcinki. Tytułowy Jiban to policjant, który po śmierci został wskrzeszony i przemieniony w robota. Jiban ma za zadanie powstrzymać organizację Bioron przed zawładnięciem światem. Serial ten jest przez niektórych nazywany "japońskim Robocopem".
- Tokkei Winspector – emitowany w latach 1990–1991, liczył 49 odcinków. Jest pierwszą częścią sagi "Specjalna Policja". Serial opowiada o przygodach oficera Specjalnej Policji Winspector oraz jego dwóch kompanów – robotów. Serial był hitem m.in. w Brazylii i w Niemczech.
- Tokkyū Shirei Solbrain – emitowany w latach 1991–1992, liczył 53 odcinki. Serial jest bezpośrednią kontynuacją Winspectora. Tym razem do akcji wkracza dwójka ludzi uzbrojonych w superkombinezony oraz jeden robot. Wspólnie muszą walczyć z groźnymi przestępcami. W połowie serii spotykają się ze swoimi poprzednikami, zaś główny bohater Winspector dołącza do drużyny jako nowy wojownik.
- Tokusō Exceedraft – emitowany w latach 1992–1993, liczył 49 odcinków. Trzecia i ostatnia część "Specjalnej Policji". Exceedraft nie jest kontynuacją Solbraina, pojawiają się zupełnie nowe postaci. Trójka oficerów policji wykorzystuje kombinezony bojowe by pokonać przestępców. Pierwsza seria w której wojownik zmienia zbroję na inną.
- Tokusō Robo Janperson – emitowany w latach 1993–1994, liczył 50 odcinków. Opowiada o przygodach robodetektywa Janpersona, który walczy z przestępcami jako oficer tokijskiej policji. Z biegiem czasu do Janpersona dołącza drugi robot Gun Gibson.
- Blue SWAT – emitowany w latach 1994–1995, liczył 51 odcinków. Podobnie jak w Jiraiyi bohaterowie nie noszą zbroi osłaniającej całe ciało. Opowiada o przygodach trójki antyterrorystów z grupy dochodzeniowej Blue SWAT.
- Jūkō B-Fighter – emitowany w latach 1995–1996, liczył 53 odcinki.
- B-Fighter Kabuto – emitowany w latach 1996–1997, liczył 50 odcinków.
- B-Robo Kabutack – emitowany w latach 1997–1998, liczył 52 odcinki.
- Tetsuwan Tantei Robotack – emitowany w latach 1998–1999, liczył 45 odcinków.